# Ashley Young
Ashley Simon Young (Stevenage, 9 juli 1985) is een Engels voetballer van Jamaicaanse afkomst die doorgaans als vleugelverdediger speelt. Hij verruilde Everton in juli 2025 voor Ipswich Town. Young debuteerde in 2007 in het Engels voetbalelftal. Hij was van oorsprong een vleugelmiddenvelder, bij voorkeur op links.

## Clubcarrière

### Watford
Youngs jeugdopleiding bij Watford mislukte, desondanks kreeg hij op latere leeftijd een contract aangeboden bij deze club. De 18-jarige voetballer speelde voor het eerst onder coach Ray Lewington. Young maakte zijn debuut in september 2003, hij scoorde als invaller tegen Millwall in de League Cup. Hij maakte dat seizoen vijf invalbeurten waarin hij drie keer scoorde. Het seizoen daarna werd hij een vaste kracht voor Watford. Hij speelde 34 wedstrijden. Ondanks dat Young veel mocht spelen scoorde hij niet, hij gaf (slechts) een enkele assist. Mede hierdoor degradeerde Watford naar de Championship. Desondanks werd Young door zijn club gekroond tot Jeugd-speler van het seizoen.
Onder leiding van de nieuwe coach Aidy Boothroyd in het seizoen 2005-2006 begon Young zijn drive te vinden. Hij speelde 41 wedstrijden waarin hij 15 keer het net wist te vinden. Mede hierdoor kwalificeerde Watford zich voor play-offs waarin het Leeds United met 3-0 versloeg en dus promoveerde de ploeg weer naar de Premier League.
In de transferperiode van januari 2007 was er veel belangstelling voor Young. Meerdere clubs boden 5 miljoen pond voor Young. Watford weigerde al deze boden, zelfs toen er 7 miljoen pond werd geboden. Pas toen West Ham United 10 miljoen pond bood accepteerde Watford het, maar de transfer ketste af omdat Young zelf niet wilde.

### Aston Villa
Toen Aston Villa 8 miljoen pond bood (oplopend tot 9,75 miljoen) ging de club wederom overstag. Manager Martin O'Neill en de staf van Aston Villa kregen hierdoor de kans om te praten met Young, deze keer was ook hij het eens met een overgang. Deze transfersom zou de hoogste zijn in de geschiedenis van Watford. Op 27 januari onderging Young de medische keuring en twee dagen later was de overgang een feit. In zijn debuut voor Aston Villa op St. James' Park tegen Newcastle United scoorde hij meteen. Desondanks verloor Aston villa met 3-1.
In het seizoen 2007-2008 begon Young het seizoen goed. Hij werd meerdere keren uitgeroepen tot Man of the Match. Zijn goede start was niet ongezien, hij werd namelijk opgeroepen voor interland.

Op 20 april 2008 scoorde Young twee keer tegen Birmingham City op Villa Park in de 5-1-overwinning. Hij maakte ook de winnende treffer tegen de Deense ploeg Odense BK in de 3-1 thuisoverwinning in de derde ronde van de UEFA Intertoto Cup.
In het seizoen 2007-2008 werd Young tweede met 17 assists in het assist-klassement achter Cesc Fàbregas. Ook zat Young in het Premier League team van het jaar, samen met Portsmouth-speler David James was hij de enige speler die niet uit een van de traditionele top 4 komt (Manchester United, Chelsea, Arsenal en Liverpool). Hij is bekend als een energieke speler die de verdedigers gek maakt met zijn snelheid en zijn listige passes. In 2011 werd hij voor 20 miljoen euro overgenomen door Manchester United, waar hij een 5-jarig contract tekende.

### Manchester United
Young tekende in juni 2011 een contract tot medio 2016 bij Manchester United. Dat betaalde circa €20.000.000,- voor hem aan Aston Villa. Young won twee maanden later met United de FA Community Shield en werd in het seizoen 2012/13 kampioen van de Premier League met de club. Hij verlengde in augustus 2015 zijn contract tot medio 2018, met een optie voor nog een seizoen.
Young won de Premier League met Manchester United in 2013, de laatste van de legendarische trainer Sir Alex Ferguson. Na diens afscheid als trainer in 2013, slaagden Young en de club er niet meer in om kampioen te worden. In 2016 won hij de FA Cup met Manchester United. In de finale keek men Crystal Palace in de ogen. Na verlengingen won Manchester United met 2–1. Juan Mata wiste het openingsdoelpunt van Jason Puncheon uit, waarna Jesse Lingard de winnende treffer scoorde in de 110e minuut. Young viel in voor Marcus Rashford na 72 minuten. In februari 2017 schreef hij de League Cup bij op zijn erelijst. Southampton werd met 3-2 verslagen. Young bleef negentig minuten op de invallersbank. In mei 2017 volgde nog winst van de UEFA Europa League. Young voegde daarmee zijn laatste grote prijs met Manchester United aan zijn palmares toe, echter zonder deel uit te maken van de wedstrijdkern. In de finale versloeg men Ajax met 0–2. De doelpunten kwamen op naam van Paul Pogba en Henrikh Mkhitaryan, respectievelijk.
Young werd met Luis Antonio Valencia en David de Gea een "overlever" van de laatste Ferguson-jaren. In zijn beginjaren werd hij veelal uitgespeeld als winger, maar vooral na de komst van José Mourinho in 2016 speelde hij steevast als vleugelverdediger en werd polyvalent in die rol. Hij werd vice-aanvoerder onder Mourinho, achter rechtsachter Valencia. Hij nam de band definitief over na het vertrek van Valencia in juli 2019.

### Internazionale
Hoewel hij geregeld aan spelen toekwam onder Mourinho's opvolger Ole Gunnar Solskjær, verliet Young in januari 2020 na negen seizoenen Manchester United voor Internazionale. De Italiaanse topclub betaalde een transfersom van € 1.500.000, - voor de 34-jarige vleugelverdediger. Daar werd hij in het seizoen 2020/21 kampioen van Italië.

### Terugkeer bij Aston Villa
In juli 2021 verruilde Young Internationale voor zijn oude club Aston Villa. In zijn eerste seizoen na zijn terugkeer was hij geen vaste basisspeler. In de competitie stond hij tien keer vanaf de start aan de aftrap en viel hij veertien keer in. In zijn tweede seizoen, die hij na een verlenging van een seizoen bewerkstelligde, speelde hij in totaal 29 competitiewedstrijden en scoorde daarin eenmaal. 

### Everton
Op 13 juli 2023 tekende hij transfervrij een éénjarig contract bij Everton. Op 4 december 2024 trof hij uit een vrije trap het net in een wedstrijd tegen Wolverhampton Wanderers en werd zodoende de oudste speler die in de Premier League wist te scoren uit een directe vrije trap.

## Clubstatistieken
| Seizoen         | Club              | Competitie      | Competitie | Competitie | Beker | Beker | Internationaal | Internationaal | Overig | Overig | Totaal | Totaal |
| Seizoen         | Club              | Competitie      | Wed.       | Dlp.       | Wed.  | Dlp.  | Wed.           | Dlp.           | Wed.   | Dlp.   | Wed.   | Dlp.   |
| --------------- | ----------------- | --------------- | ---------- | ---------- | ----- | ----- | -------------- | -------------- | ------ | ------ | ------ | ------ |
| 2003/04         | Watford           | Championship    | 5          | 3          | 0     | 0     | –              | –              | 0      | 0      | 5      | 3      |
| 2004/05         | Watford           | Championship    | 34         | 0          | 0     | 0     | –              | –              | 0      | 0      | 34     | 0      |
| 2005/06         | Watford           | Championship    | 39         | 13         | 0     | 0     | –              | –              | 3      | 1      | 42     | 14     |
| 2006/07         | Watford           | Premier League  | 33         | 5          | 3     | 1     | –              | –              | 0      | 0      | 36     | 6      |
| Club totaal     | Club totaal       | Club totaal     | 111        | 21         | 1     | 0     | 0              | 0              | 3      | 1      | 115    | 22     |
| 2007/08         | Aston Villa       | Premier League  | 37         | 8          | 2     | 0     | –              | –              | 0      | 0      | 39     | 8      |
| 2008/09         | Aston Villa       | Premier League  | 36         | 7          | 4     | 0     | 8              | 2              | 0      | 0      | 48     | 9      |
| 2009/10         | Aston Villa       | Premier League  | 37         | 5          | 11    | 4     | 2              | 0              | 0      | 0      | 50     | 9      |
| 2010/11         | Aston Villa       | Premier League  | 34         | 7          | 5     | 2     | 1              | 0              | 0      | 0      | 40     | 9      |
| Club totaal     | Club totaal       | Club totaal     | 144        | 27         | 22    | 6     | 11             | 2              | 0      | 0      | 177    | 35     |
| 2011/12         | Manchester United | Premier League  | 25         | 6          | 0     | 0     | 7              | 2              | 1      | 0      | 33     | 8      |
| 2012/13         | Manchester United | Premier League  | 19         | 0          | 2     | 0     | 2              | 0              | 0      | 0      | 23     | 0      |
| 2013/14         | Manchester United | Premier League  | 20         | 2          | 2     | 1     | 8              | 0              | 0      | 0      | 30     | 3      |
| 2014/15         | Manchester United | Premier League  | 26         | 2          | 3     | 0     | –              | –              | 0      | 0      | 29     | 2      |
| 2015/16         | Manchester United | Premier League  | 18         | 1          | 4     | 0     | 5              | 0              | 0      | 0      | 27     | 1      |
| 2016/17         | Manchester United | Premier League  | 12         | 0          | 4     | 0     | 7              | 0              | 0      | 0      | 23     | 0      |
| 2017/18         | Manchester United | Premier League  | 30         | 2          | 4     | 0     | 4              | 0              | 0      | 0      | 38     | 2      |
| 2018/19         | Manchester United | Premier League  | 30         | 2          | 4     | 0     | 7              | 0              | 0      | 0      | 41     | 2      |
| 2019/20         | Manchester United | Premier League  | 12         | 0          | 3     | 0     | 3              | 1              | 0      | 0      | 18     | 1      |
| Club totaal     | Club totaal       | Club totaal     | 192        | 15         | 26    | 1     | 36             | 1              | 1      | 0      | 255    | 17     |
| 2019/20         | Internazionale    | Serie A         | 18         | 4          | 2     | 0     | 5              | 0              | 0      | 0      | 25     | 4      |
| 2020/21         | Internazionale    | Serie A         | 26         | 1          | 3     | 0     | 5              | 0              | 0      | 0      | 34     | 1      |
| Club totaal     | Club totaal       | Club totaal     | 44         | 5          | 5     | 0     | 10             | 0              | 0      | 0      | 59     | 5      |
| 2021/22         | Aston Villa       | Premier League  | 24         | 0          | 1     | 0     | –              | –              | 0      | 0      | 25     | 0      |
| 2022/23         | Aston Villa       | Premier League  | 29         | 1          | 3     | 0     | –              | –              | 0      | 0      | 32     | 1      |
| Club totaal     | Club totaal       | Club totaal     | 197        | 28         | 26    | 6     | 11             | 2              | 0      | 0      | 234    | 36     |
| 2023/24         | Everton           | Premier League  | 0          | 0          | 0     | 0     | –              | –              | 0      | 0      | 0      | 0      |
| Club totaal     | Club totaal       | Club totaal     | 0          | 0          | 0     | 0     | 0              | 0              | 0      | 0      | 0      | 0      |
| Carrière totaal | Carrière totaal   | Carrière totaal | 544        | 69         | 58    | 7     | 57             | 1              | 4      | 1      | 663    | 78     |

Bijgewerkt tot 13 juli 2023

## Interlandcarrière
Door zijn resultaten in het seizoen 2005-2006 werd Young voor de eerste opgeroepen voor de Engelse ploeg onder de 21 onder leiding van Peter Taylor. Door zijn resultaten in het seizoen 2006-2007 werd Young wederom opgeroepen voor de Engelse ploeg onder de 21. Young speelde tegen Zwitserland toen er in de slotfase de belangrijke derde treffer werd gemaakt, waardoor de eindstand in 3-2 eindigde. Hiermee stelde ze een plek veilig voor het UEFA Europees kampioenschap onder 21 van 2007. Hij kwam dat toernooi drie keer in actie. Na dit toernooi was Young niet langer meer oproepbaar voor de Engelse ploeg onder de 21.
Op 31 augustus 2007 riep coach Steve McClaren Young op voor de Engelse ploeg voor de kwalificatiewedstrijden voor het EK 2008 tegen Rusland en Israël. Later werd Young weer opgeroepen in kwalificatieduels voor het EK, dit keer tegen Rusland en Estland. Young maakte zijn debuut echter pas op 16 november 2007 als invaller in een vriendschappelijk duel tegen Oostenrijk.
Young nam met Engeland deel aan het EK voetbal 2012 in Polen en Oekraïne, waar de ploeg van bondscoach Roy Hodgson in de kwartfinales na strafschoppen (2-4) werd uitgeschakeld door Italië. In de reguliere speeltijd plus verlenging waren beide teams blijven steken op 0-0. Hij miste een strafschop in de penaltyserie, net als Ashley Cole; Youngs inzet belandde op de lat.
Young maakte tevens deel uit van de Engelse selectie voor het WK 2018 in Rusland, van bondscoach Gareth Southgate. Hierop kwam hij vijf wedstrijden in actie.

## Persoonlijk leven
Young woont in Stourbridge, West Midlands. Hij heeft twee broers: Lewis en Kyle. Lewis speelt in het tweede elftal van Watford en Kyle speelt in de D1 van Watford.
Ashley Young is (evenals zijn broers) een fan van Arsenal, zijn idool is Ian Wright. Zijn ouders zijn fan van Tottenham Hotspur.

## Erelijst
| Competitie              | Aantal            | Jaren             |                   |                   |
| Manchester United       | Manchester United | Manchester United | Manchester United | Manchester United |
| ----------------------- | ----------------- | ----------------- | ----------------- | ----------------- |
| UEFA Europa League      | 1x                | 2016/17           |                   |                   |
| Kampioen Premier League | 1x                | 2012/13           |                   |                   |
| FA Cup                  | 1x                | 2015/16           |                   |                   |
| League Cup              | 1x                | 2016/17           |                   |                   |
| FA Community Shield     | 3x                | 2011, 2013, 2016  |                   |                   |
| Internazionale          |                   |                   |                   |                   |
| Serie A                 | 1x                | 2020/21           |                   |                   |

## Trivia
- Ashley Young zat in hetzelfde jaar op school (The John Henry Newman School) als Formule 1 coureur Lewis Hamilton.
- Op 22 september berichtte de Sun dat Young door een junk was bedreigd met een mes en beroofd van zijn horloge (met een waarde van 11 000 pond). De dader werd gepakt en kreeg vijf jaar cel.
- Young was als baby te zien in een "Pamper"-reclame voor luiers.